# Восточная Новая Британия
Восточная Новая Британия (англ. East New Britain Province) — провинция Папуа — Новой Гвинеи, расположенная в северо-восточной части острова Новая Британия, а также включающая в себя острова Дьюк-оф-Йорк. Административный центр — город Кокопо, который находится недалеко от прежнего административного центра провинции, города Рабаул, сильно пострадавшего в результате вулканического извержения 1994 года.

## География
Общая площадь провинции — 15 280 км², большая часть из которых представляют собой гористые районы, покрытые густыми тропическими лесами.

## История
Первые советы местного самоуправления появились в регионе ещё в колониальный период. В 1960—1970 годах они были объединены в три крупных совета — Газел, Грейтер-Тома и Менген. В 1976 году была сформирована провинция Восточная Новая Британия, в которой стало действовать провинциальное правительство в составе шестнадцати человек.
Первые люди поселились в районе современной провинции около 12 тысяч лет назад. Представители племени толаи, которые составляют две трети населения Восточной Новой Британии, заселили этот регион, предположительно, с южной части острова Новая Ирландия. Европейскими первооткрывателями здешних земель стали германские путешественники и торговцы, которые уже в 1874 году поселились на острове Миоко в составе островов Дьюк-оф-Йорк. Занимались они преимущественно или торговлей, или организацией местных плантаций по выращиванию кокосовых пальм, плоды которых использовали для производства копры, шедшей на экспорт. Первая плантация в регионе появилась в 1883 году недалеко от современного города Кокопо. В 1884 году немцы водрузили над островом Матупит флаг Германской империи, объявив Новую Гвинею подопечной территорией. В 1899 году было открыто представительство германских колониальных властей в городе Хербертсхоэ (современный Кокопо), которое в 1910 году было переведено в город Рабаул.
В 1914 году остров Новая Британия перешёл под контроль Австралии, которая с 1921 года управляла им в качестве части подопечной территории по мандату Лиги наций. Тогда же Рабаул стал столицей подопечной Территории Новая Гвинея. В годы Второй мировой войны на территории провинции велись крупные сражения австралийских и американских войск с вооружёнными силами Японии, которые, тем не менее, были полностью разгромлены к 1945 году.
В 1966 году остров Новая Британия был разделен на провинции Восточная и Западная Новая Британия. С 1975 года они являются частью независимого государства Папуа — Новая Гвинея.

## Население
Численность населения Восточной Новой Британии — 328 369 человека (2011 год). Местные жители разговаривают на шестнадцати коренных австронезийских языках, наиболее распространённым из которых является язык куануа. Многие жители свободно общаются на английском языке.

## Экономика
Основу местной экономики составляет сельское хозяйство. Для экспорта производятся какао и копра. Активно развивается туризм.